# Gisela von Arnim

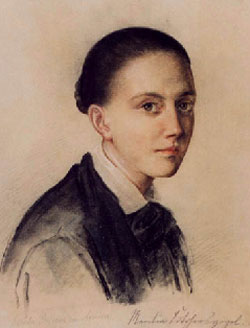
Gisela von Arnim, Zeichnung von Louise Seidler, um 1860

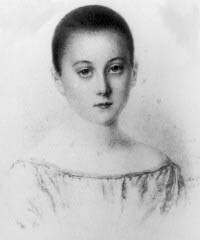
Gisela „Gisel“ von Arnim (Jugendbildnis)

Ottilie Beate Gisela Walburgis von Arnim, auch Giesela, verheiratete Grimm (* 30. August 1827 in Berlin; † 4. April 1889 in Florenz), war eine deutsche Schriftstellerin.

## Leben
Gisela von Arnim, geboren am 30. August 1827 um 8 Uhr morgens, war das jüngste von sieben Kindern der Schriftsteller Bettina, geborene Brentano, und Achim von Arnim. Franz Brümmer nennt Gisela von Arnim das begabteste Kind der beiden. Ihre Urgroßmutter war die Schriftstellerin Sophie von La Roche. Die ersten Lebensjahre wohnte Gisela wie ihre Geschwister abwechselnd in Wiepersdorf und Berlin. Ihr Vater starb, als sie drei Jahre alt war. Bettina von Arnim übernahm ihre Erziehung und engagierte Privatlehrer, darunter Karl Keck, einen Schüler Hegels. Gisela von Arnim wuchs in einer Zeit auf, in der die Romantik bereits im Abklingen war. Ihre Mutter, die wie ihr Vater zu den Hauptvertretern der Epoche gehört hatten, brachte ihr diese jedoch mit Märchensammlungen, vor allem denen Wilhelm Hauffs, nahe und schrieb gemeinsam mit Gisela Märchen. Mit 20 Jahren veröffentlichte Gisela von Arnim unter Pseudonymen erste eigene Märchen, die von den Werken Clemens Brentanos, E. T. A. Hoffmanns und ihres Vaters inspiriert waren.

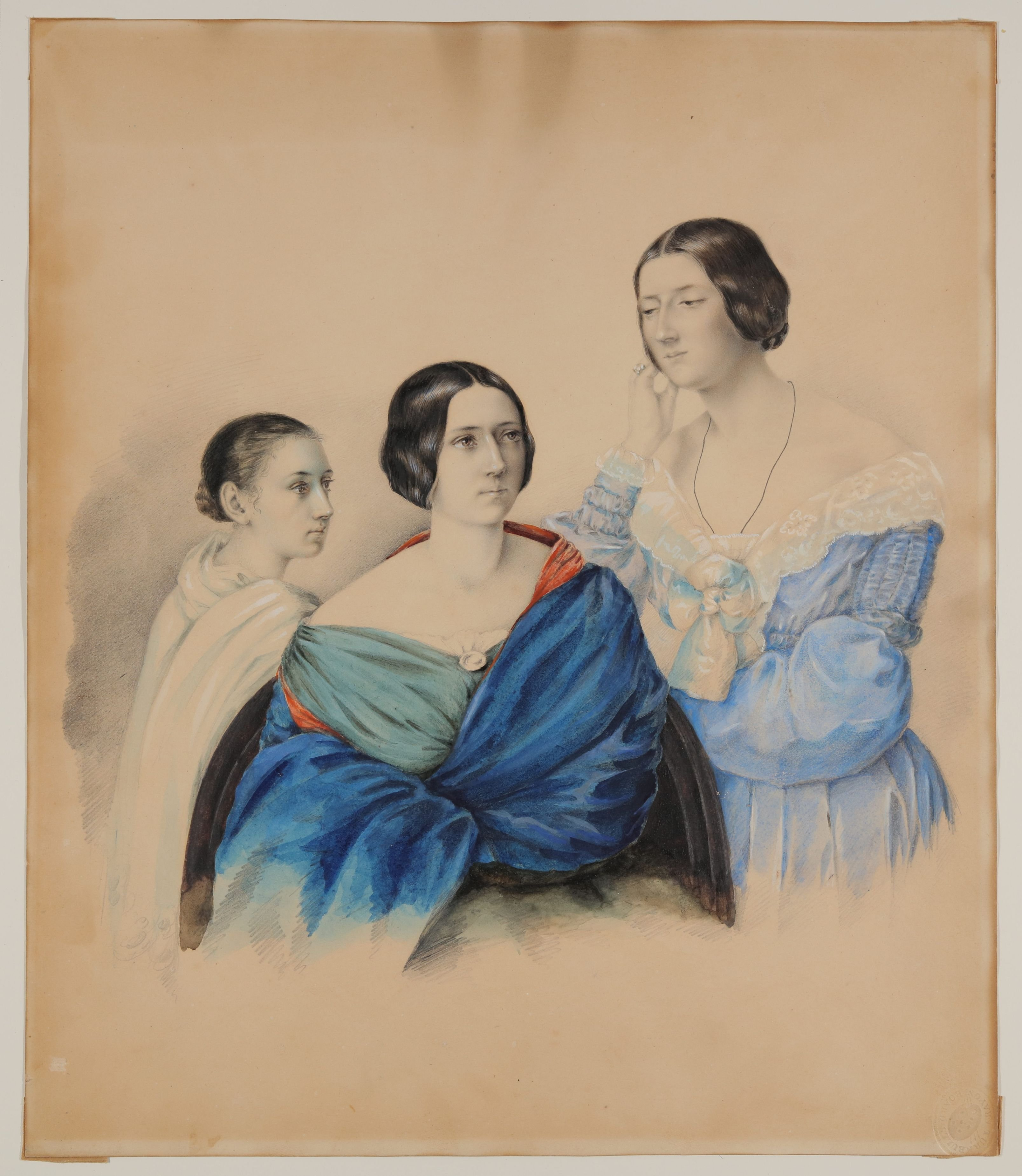
Gisela (links) mit ihren Schwestern Maximiliane und Armgart

1841 lernte sie ihren späteren Ehemann, den Germanisten und Kunsthistoriker Herman Grimm, einen Sohn Wilhelm Grimms, kennen. Im Jahr 1850 überbrachte Gisela, die mit anderen Bittstellern nach Potsdam gereist war, dem preußischen König ein Gesuch zur Begnadigung des als Revolutionär verhafteten Gottfried Kinkel, dessen Ehefrau Johanna Kinkel Giselas Musiklehrerin war. 1849 lernte sie in Weimar den 1831 geborenen Geiger und Komponisten Joseph Joachim kennen. Es entwickelte sich eine für alle Beteiligten teils sehr schmerzhafte Dreiecksbeziehung, die erst nach der Heirat Gisela von Arnims mit Herman Grimm am 24. Oktober 1859 ein Ende fand. Die Ehe blieb kinderlos. Ebenso wie ihre Mutter, die am 20. Januar 1859 starb und in ihren letzten Jahren von Gisela von Arnim und ihrer Schwester Armgart von Arnim gepflegt wurde, war sie in diesen Jahren auch mit Robert Schumann und dessen Frau Clara befreundet.
Gisela von Arnim verfasste neben Theaterstücken auch Essays und zahlreiche Märchen, die unter anderem unter dem Pseudonym Marilla Fittchersvogel erschienen. Das Märchen Das Leben der Hochgräfin Gritta von Rattenzuhausbeiuns wurde 1986 verfilmt. Ihr 1875 erschienenes Drama Wie es unterdessen Daheim war stellt eine Verherrlichung des neuen (Zweiten) deutschen Kaiserreichs dar.
Im Jahr 1888 reiste Gisela von Arnim nach Rom, wo sie sich Heilung von einem Herzleiden erhoffte. Auf dem Rückweg nach Deutschland starb sie am Geburtstag ihrer Mutter infolge eines „erweiterten Herzens“ in Florenz. Ihr Grab befindet sich auf dem dortigen Cimitero Evangelico agli Allori (Neuen Evangelischen Friedhof) südlich der Porta Romana und trägt eine von Herman Grimm verfasste Grabinschrift.

## Werke
- mit Bettina von Arnim: Das Leben der Hochgräfin Gritta von Rattenzuhausbeiuns. Märchen. 1840. Hrsg. von Otto Mallon, S. M. Fränkel, Berlin 1927.
  - Das Leben der Hochgräfin Gritta von Rattenzuhausbeiuns  (mit Bettina von Arnim), Manesse Verlag, Zürich 2008, ISBN 978-3-7175-2158-7. Auch von vielen weiteren Verlagen verfügbar. Die erste vollständige Ausgabe (mit weiteren Illustrationen, unter anderen von Gisela von Arnim) wurde 1987 von Shawn Jarvis im Insel Verlag herausgegeben.
- Aus den Papieren eines Spatzen. Märchen für eine Morgenstunde. Arnim, Berlin 1848 (Digitalisat).
- Mondkönigs Tochter. Mährchen für eine Abendstunde. Bauer, Charlottenburg 1844.
- Ein Brief über Signora Ristori als „Myrrha“ auf der Berliner Bühne. F. Schneider und Comp., Berlin 1856.
- Dramatische Werke (4 Bände; 1857–1875)
  - Band 1: Ingeborg von Dänemark, Das Herz der Laïs (Digitalisat)
  - Band 2: Trost in Thränen. Eduard Weber, Bonn 1857 (Digitalisat)
  - Band 3: Das Steinbild der Cornelia. Ferd. Dümmler, Berlin 1865 (Digitalisat).
  - Band 4: Wie es unterdessen Daheim war. Dramatische Erzählung. Wilhelm Hertz, Berlin 1875 (Digitalisat).
- Drei Mährchen. Arnim, Berlin 1853. (Digitalisat)
- Das Licht. (Festspiel, 1870) (Digitalisat) (Digitalisat der Handschrift)
- Die gelbe Haube. (Lustspiel, 1877)
- Ein Brief über Rom und Berlin. (1887)
- Alt Schottland. Drama in fünf Akten. Mit einem Vorwort An die Freunde von Herman Grimm. Hertz, Berlin 1890. (Digitalisat)